# Brooke Bennett
	Brooke Marie Bennett (Tampa (Florida), 6 mei 1980) is een Amerikaans zwemster.

## Biografie
Bennett won tijdens de Olympische Zomerspelen van 1996 in eigen land de gouden medaille op de 800m vrije slag.
In 1998 werd Bennett in het Australische Perth wereldkampioen op de 800 meter.
Tijdens de  Olympische Zomerspelen van 2000 won zij de gouden medaille op de 400m en 800m vrije slag.

## Internationale toernooien
| Jaar | Olympische Spelen                 | Wereldkampioenschappen                                | Pan-Pacifische kampioenschappen                            | Pan-Amerikaanse Spelen            |
| ---- | --------------------------------- | ----------------------------------------------------- | ---------------------------------------------------------- | --------------------------------- |
| 1994 |                                   | 800m vrije slag                                       |                                                            |                                   |
| 1995 |                                   |                                                       | 400m vrije slag · 800m vrije slag · 1500m vrije slag       | 400m vrije slag · 800m vrije slag |
| 1996 | 800m vrije slag                   |                                                       |                                                            |                                   |
| 1997 |                                   |                                                       | series 200m vrije slag · 400m vrije slag · 800m vrije slag |                                   |
| 1998 |                                   | 400m vrije slag · 800m vrije slag · 4x200m vrije slag |                                                            |                                   |
| 1999 |                                   |                                                       | 400m vrije slag · 800m vrije slag · 12e 200m vlinderslag   |                                   |
| 2000 | 400m vrije slag · 800m vrije slag |                                                       |                                                            |                                   |

1924: Martha Norelius ·
1928: Martha Norelius ·
1932: Helene Madison ·
1936: Rie Mastenbroek ·
1948: Ann Curtis ·
1952: Valéria Gyenge ·
1956: Lorraine Crapp ·
1960: Chris von Saltza ·
1964: Ginny Duenkel ·
1968: Debbie Meyer ·
1972: Shane Gould ·
1976: Petra Thümer ·
1980: Ines Diers ·
1984: Tiffany Cohen ·
1988: Janet Evans ·
1992: Dagmar Hase ·
1996: Michelle Smith ·
2000: Brooke Bennett ·
2004: Laure Manaudou ·
2008: Rebecca Adlington ·
2012: Camille Muffat ·
2016: Katie Ledecky ·
2020: Ariarne Titmus ·
2024: Ariarne Titmus
1968: Debbie Meyer ·
1972: Keena Rothhammer ·
1976: Petra Thümer ·
1980: Michelle Ford ·
1984: Tiffany Cohen ·
1988: Janet Evans ·
1992: Janet Evans ·
1996: Brooke Bennett ·
2000: Brooke Bennett ·
2004: Ai Shibata ·
2008: Rebecca Adlington ·
2012: Katie Ledecky ·
2016: Katie Ledecky ·
2020: Katie Ledecky